# End Human Trafficking Now
La campagne End Human Trafficking Now (EHTN) a été fondée en 2006 dans le but d'unir le monde des affaires dans la lutte contre la traite des êtres humains et l'esclavage moderne,.

## Historique
La campagne est née de la « Table ronde du monde des affaires contre la traite des êtres humains », une réunion tenue le 23 janvier 2006 à Athènes, en Grèce, et organisée sous les auspices du ministère grec des Affaires étrangères. L'objectif était de réunir des chefs d'entreprise et des PDG du secteur privé, des représentants d'organisations non gouvernementales (ONG), d'organisations internationales et de gouvernements pour partager leur expertise, trouver une position commune et élaborer des mesures pour contrer la traite des personnes. La réunion était coparrainée par des organisations internationales de premier plan dans la lutte contre la traite des êtres humains : l'Organisation internationale pour les migrations (OIM), le Fonds de développement des Nations unies pour la femme (UNIFEM), l'Office des Nations unies contre les drogues et le crime (ONUDC), la Banque mondiale et le Centre de Genève pour la gouvernance du secteur de la sécurité (DCAF). Parmi les participants notables figuraient la reine Silvia de Suède, la reine Sabika de Bahreïn, l'ancien secrétaire général de l'ONU Boutros Boutros-Ghali, le secrétaire général d'Interpol Ronald Noble et le compositeur français Jean Michel Jarre.

## Principes éthiques d'Athènes
De ce rassemblement a émergé un ensemble de principes éthiques contre la traite des êtres humains, connus sous le nom de Principes éthiques d'Athènes. Tous les signataires déclarent une tolérance zéro à l'égard des entreprises qui profitent de la traite des êtres humains et s'engagent à :
1. Démontrer explicitement la position de tolérance zéro envers la traite des êtres humains, en particulier à l'encontre des femmes et des enfants à des fins d'exploitation sexuelle,
2. Contribuer à la prévention de la traite des êtres humains, notamment par des campagnes de sensibilisation et d'éducation,
3. Développer une stratégie d'entreprise pour une politique anti-traite qui s'étendra à toutes nos activités,
4. Veiller à ce que leur personnel respecte pleinement cette politique anti-trafic,
5. Encourager les partenaires commerciaux, y compris les fournisseurs, à appliquer des principes éthiques contre la traite des êtres humains,
6. Dans un effort pour renforcer l'application de la loi, il est nécessaire d'appeler les gouvernements à lancer un processus de révision des lois et réglementations qui sont directement ou indirectement liées à l'amélioration des politiques de lutte contre la traite,
7. Signaler et partager des informations sur les meilleures pratiques[7].

La première entreprise à souscrire aux principes a été Manpower Inc., dont le président des affaires corporatives et des affaires gouvernementales est également président du conseil d'administration d'EHTN.
En 2012, plus de 12 500 entreprises avaient signé les Principes.